# Braço do Norte
Braço do Norte è un comune del Brasile nello Stato di Santa Catarina, parte della mesoregione del Sul Catarinense e della microregione di Tubarão.